# Come divenni detective
Come divenni detective (Wie ich Detektiv wurde) è un film muto del 1916 diretto da Joe May.

## Trama
Joe Deebs ricorda com'è diventato investigatore, quando la sua innamorata venne sospettata di un omicidio perché nella retina di un uomo assassinato era rimasta impressa come ultima immagine la figura della ragazza. Le indagini portano Deebs in un circo, dove però il giovane viene catturato e imprigionato. Scoppia un incendio: Deebs riesce a salvarsi e a catturare l'assassino ma la sua amata perisce tra le fiamme mentre stava cercando di salvarlo.

## Produzione
Il film fu prodotto dalla May-Film GmbH (Berlin). Venne girato al Circo Busch, a Berlino dall'agosto al settembre 1916.

## Distribuzione
Distribuito dalla May-Film, il film uscì nelle sale cinematografiche tedesche il 1º agosto 1916.